# رودلف هس
رودُلف والتر ریچارد هِس (به آلمانی: Rudolf Heß) (زاده ۲۶ آوریل ۱۸۹۴ – درگذشته ۱۷ اوت ۱۹۸۷) در اسکندریه مصر زاده شد. رودلف هس یکی از چهره‌های مؤثر حزب نازی (حزب ناسیونال‌سوسیالیست کارگران آلمان) و معاون آدولف هیتلر به‌شمار می‌رفت. پیش از حمله آلمان نازی به شوروی هس در پروازی انفرادی به سوی اسکاتلند تلاش‌هایی را برای برقراری صلح با بریتانیا انجام داد. اما پیش از آنکه موفق شود هواپیمای وی توسط بریتانیایی‌ها هدف قرار گرفت و هس مجبور به فرود با چتر نجات شد. وی دستگیر شد و پس از جنگ در دادگاه نورنبرگ به حبس ابد محکوم شد و تا پایان زندگی خویش در زندان به سر برد.
تئوری‌های مختلفی در خصوص پرواز هس به بریتانیا از جمله خیانت به هیتلر و مذاکرات پنهانی وجود دارد. اما نازی‌ها در آن زمان و نئونازی‌ها بر این نکته اصرار دارند که رودلف هس برای مذاکره صلح و از طرف حزب نازی به سوی انگلستان پرواز کرد. هس نزد نئونازی‌ها از احترام خاصی برخوردار است.

## زندگی
هس در اسکندریه مصر از والدینی آلمانی، یونانی زاده شد. رودلف فرزند بزرگ خانواده شش نفری بود. پدر رودلف فریدز اچ هس* اهل ایالت باواریا (بایرن) آلمان بود و مادر رودلف از اهالی یونان بود. خانواده رودلف هس در سال ۱۹۰۸ از اسکندریه به آلمان مهاجرت کرد. رودلف در مدرسه شبانه‌روزی ثبت نام کرد. او به ستاره‌شناسی علاقه داشت اما به اجبار پدرش مجبور شد برای کسب و کار به سوئیس برود. در زمان جنگ جهانی اول او داوطلب خدمت سربازی در هنگ هفتم باواریا (بایرن) شد و موفق شد نشان صلیب آهنین درجه دو دریافت کند. وی چند بار به شدت مجروح شد. از جمله یک بار که به شدت از ناحیه قفسه سینه مجروح شد و دیگر نتوانست به عنوان سرباز پیاده به جبهه بازگردد؛ بنابراین به نیروی هوایی منتقل شد و آموزش‌های هوانوردی و خدمت در اسکادران عملیاتی را با رتبه ستوان در ۱۶ اکتبر ۱۹۱۸ گذراند. 

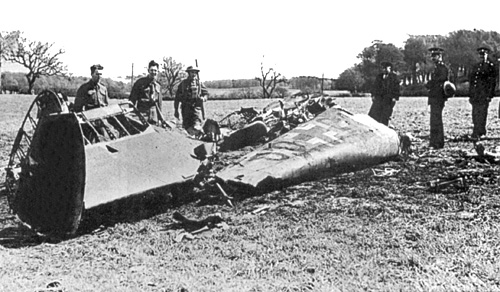
لاشه هواپیما سقوط کرده رودلف هس

## معاون هیتلر
پس از جنگ جهانی اول هس به مونیخ بازگشت، وی در دانشگاه لودویگ ماکسیمیلیان مونیخ ثبت نام کرد و در آنجا به مطالعه علوم سیاسی، تاریخ، اقتصاد و جغرافیای سیاسی پرداخت. هس سپس به حزب تازه تأسیس نازی و آدولف هیتلر پیوست و در کودتای آبجوفروشی مونیخ شرکت کرد. او در این کودتا دستگیر شد و به مدت هفت و نیم ماه به زندان افتاد. پس از آزادی به عنوان منشی خصوص هیتلر برگزیده شد. او رونویسی و تا حدی ویرایش کتاب نبرد من را نیز به عهده داشت. هس پس از مدتی توانست به سومین شخصیت حزب نازی پس از هیتلر و هرمان گورینگ تبدیل شود. هیتلر رودلف هس را به عنوان جانشین خود معرفی کرد. هس از این قدرت به دست آمده نهایت استفاده را کرد. وی در سرکوب مخالفان حزب و دولت نازی و همچنین در تدوین و تهیه قوانین نورنبرگ نقش پررنگی را ایفا کرد.
در دهه ۱۹۳۰ افکار هیتلر بیشتر به سمت یوزف گوبلس، هاینریش هیملر و هرمان گورینگ جلب شد و هس در حاشیه قرار گرفت. پس از حمله آلمان نازی به لهستان، هیتلر اعلام کرد در صورتی که اتفاقی برای من بیفتد، هس و گورینگ مسئول کنترل وضعیت کشور هستند.

## پرواز به اسکاتلند
هس امیدوار بود آلمان نازی و بریتانیا با هم صلح کنند و جنگ در اروپا تمام شود. وی می‌دانست برای خارج شدن از حاشیه و جلب نظر هیتلر به این صلح نیاز دارد زیرا اگر این اتفاق رخ می‌داد آلمان نازی دیگر نیازی به جنگ با بریتانیا نداشت و می‌توانست تمام توان خود را در جنگ با شوروی به کار گیرد و به نوعی اروپا را از آن خویش نماید. هس سرانجام در تاریخ ۱۰ مه ۱۹۴۱ ساعت ۶:۰۰ صبح به صورت مخفیانه از آوگسبورگ برای مذاکره با طرف بریتانیایی به سمت اسکاتلند پرواز کرد. او می‌دانست که این سفر کاملاً یک طرفه خواهد بود و هواپیما سوخت کافی برای بازگشت ندارد. پدافند بریتانیا با وجود اینکه هواپیما را شناسایی کردند اما در کمال تعجب دستور داشتند که به آن شلیک نکنند. او سپس در نزدیکی محل استقرار دوک همیلتون با برعکس نمودن هواپیما به بیرون پرید و با چتر نجات به زمین نشست. هس پس از فرود دچار شکستگی مچ پا شد. هس پس از دستگیری به دستور وینستون چرچیل به برج لندن منتقل شد. سپس دیداری کوتاه با وی صورت گرفت و چرچیل دستور داد هس مورد درمان قرار بگیرد. هس تا ۲۰ مه ۱۹۴۱ در برج لندن زندانی بود سپس به خانه‌ای منتقل شد و چرچیل دستور داد هر اطلاعاتی که می‌تواند مفید باشد را از هس دریافت شود. مأموران ام آی شش* (سازمان اطلاعات مخفی بریتانیا) معتقد بودند هس دچار بیماری روانی است و به همین جهت روان‌پزشکی را به دیدن هس آوردند. روان‌پزشک پس از معاینه اعلام کرد هس دیوانه نیست اما احتمالاً به دلیل شکست در مأموریت خود دچار افسردگی شدید شده است. هس در طول دوره زندان خود به نوشتن خاطرات روزانه مشغول بود. دولت آلمان نازی با انتشار بیانیه‌ای اعلام کرد که هس قربانی توهماتی باقی‌مانده از جنگ جهانی اول است، هس در کتاب خاطرات خود در این باره می‌نویسد:

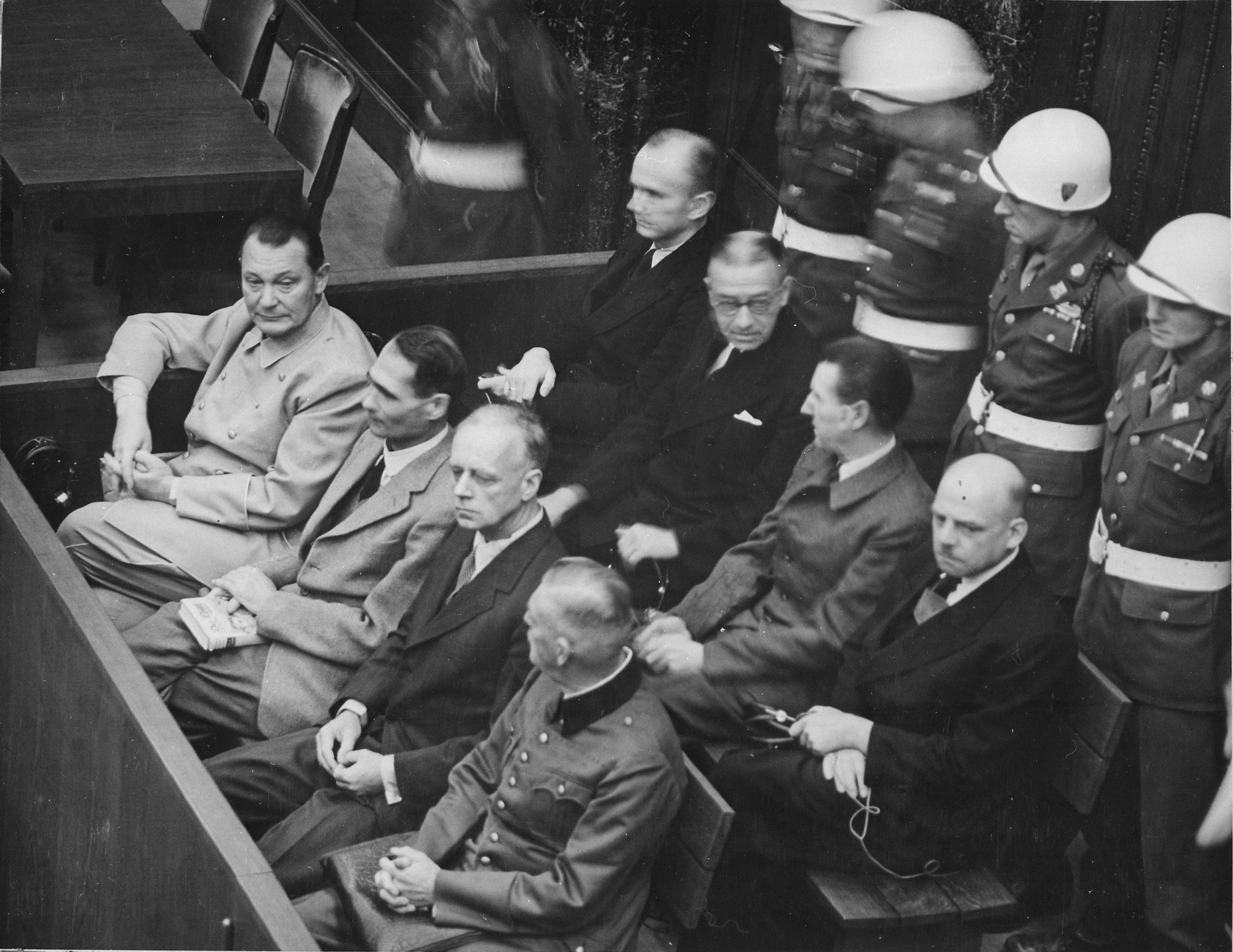
دادگاه نورنبرگ، رودلف هس دومین نفر از سمت چپ

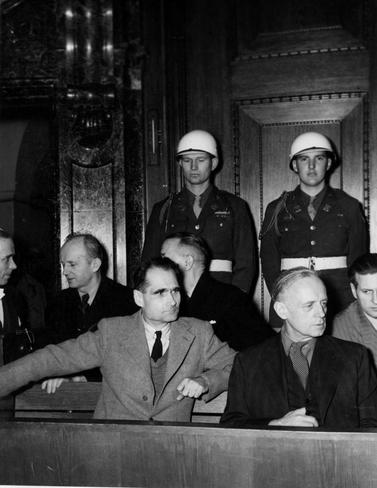
محاکمه رودولف هس و یواخیم فون ریبنتروپ در دادگاه نظامی بین المللی نورنبرگ

طبیعی است که باور این موضوع سخت باشد که من برای چه هدفی به بریتانیا آمدم، من با یک تصمیم بسیار سخت مواجه شده‌ام. من فکر کردم می‌توانم از آمدن تابوت کودکان و سرازیر شدن اشک مادران جلوگیری کنم.
پرواز هس به سوی بریتانیا باعث تردید ژوزف استالین رهبر شوروی در خصوص بریتانیا شد. در دیداری که بین استالین و چرچیل صورت گرفت استالین در خصوص همکاری بریتانیا و آلمان نازی ابراز نگرانی کرد اما چرچیل منکر هر گونه همکاری با آلمان نازی شد.

## محاکمه
رودلف هس در دادگاه نورنبرگ که در سال ۱۹۴۶ برگزار شد از اتهام جنایت علیه بشریت و اعدام تبرئه شد. اما به خاطر جنایت جنگی به حبس ابد محکوم شد.
البته به عقیده بسیاری از کارشناسان، شخصی که در دادگاه حضور داشت رودولف هس واقعی نبود و بدل او بود. برای نمونه، هس در جنگ جهانی اول از ناحیه سینه مورد اصابت گلوله قرار گرفت. اما زمان دستگیری او در بریتانیا و معاینه وی، هیچ گونه آثار جراحت از جنگ در بدن وی یافت نشد. این نظریه اثبات می‌کند که چرا هس در دادگاه اعلام کرد که چیزی به یاد ندارد. هس پیش از آنکه به دادگاه برده شود اعلام کرد که از هیچ چیز متأسف نیست. وی در دادگاه ابراز کرد که دچار فراموشی شده اما تیم پزشکی قانع نشد. پس از مدتی هس اینطور وانمود کرد که حافظه خود را به دست آورده است. فرانک کلر* نگهبان زندان هس در خصوص رفتار هس در زندان می‌گوید «هنگامی که هس در حیاط زندان راه می‌رفت به سبک رژه نازی بر روی پاشنه پا راه می‌رفت.»
بسیاری از مورخان و محققان ابراز کردند که حبس طولانی هس بی‌عدالتی بوده است. وینستون چرچیل در کتاب خود جنگ جهانی دوم بخش سوم نوشته است:
وقتی به کل ماجرا نگاه می‌کنم، خوشحالم که در قبال هس هیچ مسئولیتی متوجه من نیست. هر قدر هم که هس به خاطر همراهی با هیتلر در جنگ گناهکار باشد، ولی این نکته را باید به یاد داشت که در هر صورت هس به نوعی یک نماینده سیاسی بود و در آن زمان شاید انسانیت آن بود که به پرونده وی به چشم یک مورد پزشکی نگاه شود تا یک جنایتکار جنگی و دربارهٔ وی مراعات می‌شد.

## زندان
او تا پایان زندگی خود در زندان اشپانداو در غرب برلین محبوس بود. ریاست این زندان به صورت دوره‌ای، هر ماه بین مقامات آمریکایی، فرانسوی، بریتانیایی و روسی می‌چرخید. مقررات این زندان که پس از محاکمات نورنبرگ تنظیم شده بود بسیار سختگیرانه بود و هرگونه سرپیچی مجازات سختی در پی داشت. برای نمونه، در آنجا زندانیان را با شماره و نه نام خطاب می‌کردند. در سال ۱۹۵۵ رودلف هس به خاطر سلام نکردن به یک زندانبان روس ۱۰ روز حق دریافت کتاب و روزنامه را از دست داد.
پس از مدتی این قوانین نرم‌تر شدند. از جمله اینکه ظاهراً هس حق نداشت اخبار تلویزیون را تماشا کند ولی در اجرای این نیز چندان سختگیری نمی‌شد. او هر وقت می‌خواست می‌توانست به حیاط و باغچه زندان برود و دو آشپز در زندان کار می‌کردند که هر غذایی را که می‌خواست برای او آماده می‌کردند. به گفته تونی لی‌تیسیر (مدیر بریتانیایی زندان): «او خیلی زیاد غذا می‌خورد، واقعاً در حد تعجب‌آوری می‌خورد.»

## تلاش برای آزادی
در دهه ۱۹۶۰ پسر هس کارزاری برای آزادی او به راه انداخت که این موضوع در آلمان غربی و بریتانیا پوشش رسانه‌ای و واکنش اجتماعی گسترده‌ای گرفت. در سال ۱۹۸۷ کشورهای آمریکا، بریتانیا و فرانسه تلاش‌هایی برای تجدید نظر در خصوص هس انجام دادند که با مخالفت شدید شوروی روبرو شد و آزادی هس ناکام ماند؛ زیرا هر گونه تغییر در حکم او مستلزم موافقت هر چهار قدرت بود.
بریتانیا با ۱۱ بار درخواست برای آزادی، رودلف هس بیشترین تلاش را کرد. از جمله پیتر کرینگتون در سال ۱۹۷۹ به محض اینکه به مقام وزیر امور خارجه بریتانیا رسید در یادداشت صریحی برای آندری گرومیکو وزیر امور خارجه اتحاد شوروی نوشت: «اصرار بر اینکه این پیرمرد باید در زندان بمیرد هم غیرانسانی هم بیهوده است.» ۹ بار دیگر نیز حمایت فرانسه و آمریکا خواهان آزادی او شدند. اما اتحاد جماهیر شوروی با استدلال اینکه «مردم اتحاد شوروی و سایر ملت‌هایی که مصیبت کشیده بودند، نمی‌توانند آزاد شدن یک مقام ارشد آلمان نازی را بپذیرند.» و «مصائبی که هس و سایر رهبران آلمان نازی به مردم تحمیل کردند انسانی نبود.» همواره از بررسی این تقاضاها امتناع کرد.

## مرگ
رودلف هس در تاریخ ۱۷ اوت ۱۹۸۷ در حالی که ۹۳ سال سن داشت در زندان درگذشت. گفته می‌شود وی در زندان و با استفاده از سیم برق مهتابی در سال ۱۹۸۷ خودرا حلق‌آویز کرد. اما بعضی عقیده دارند وی به قتل رسیده است.

## زیارت نئونازی‌ها
پس از مرگ هس نئونازی‌ها در سراسر اروپا اقدام به راه‌پیمایی کردند. آن‌ها در سال‌های بعد نیز در روز مرگ هس اقدام به راه‌پیمایی کردند به گونه‌ای که در سال ۲۰۰۳ تعداد ۵٬۰۰۰ تن از نئونازی‌ها دست به راه‌پیمایی زدند و پس از آن در سال ۲۰۰۴ تعداد آن‌ها به ۹٬۰۰۰ تن رسید که پس از آن راه‌پیمایی در روز مرگ هس در آلمان ممنوع شد. هس آخرین بازمانده کابینه هیتلر بود. 

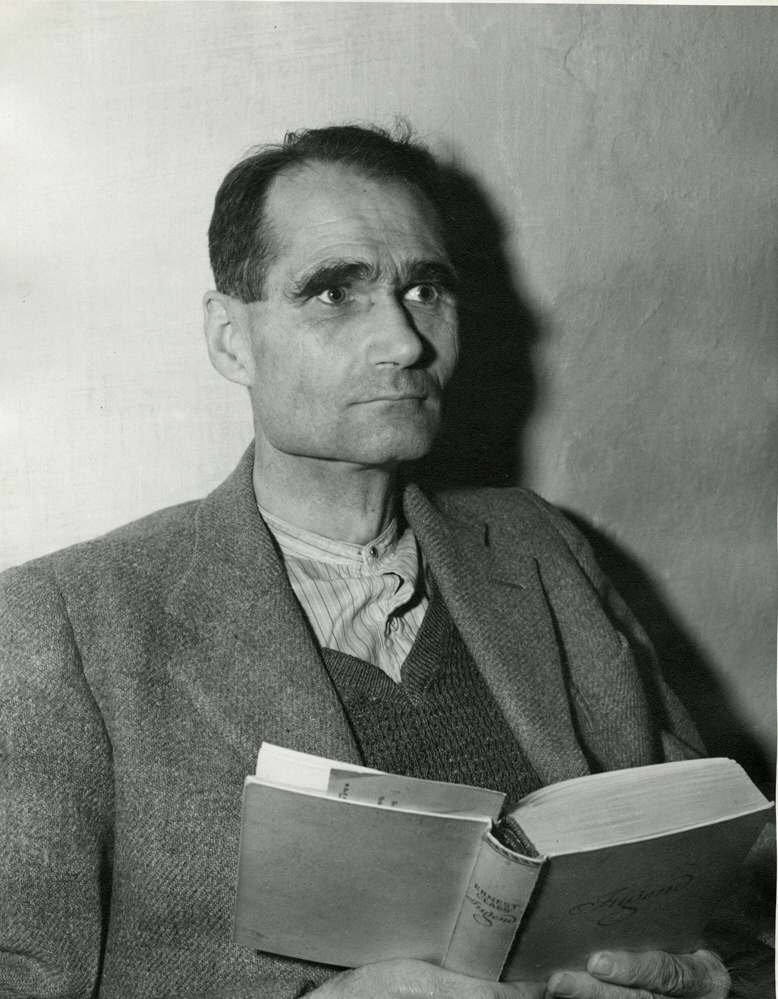
هِس در سلولش در زندان نورمبرگ

نئونازی‌ها از سرتاسر آلمان و اروپا در وونزیدل برای یادبود مارس و راهپیمایی‌های مشابه هر ساله در سالگرد مرگ هس گرد هم می‌آمدند. این اجتماعات از سال ۱۹۹۱ تا ۲۰۰۰ ممنوع بود و نئونازی‌ها سعی کردند در شهرهای دیگر و کشورهایی نظیر دانمارک و هلند جمع شوند اما گردهمایی ها در وونزیدل از سال ۲۰۰۱ قانونی گردید ولی در سال ۲۰۰۵ و با وضع قوانین سختگیرانه‌تر در آلمان ، بار دیگر ممنوع اعلام شد.

## تخریب قبر
در سال ۲۰۱۱ اجاره ۲۰ ساله قبر هس به پایان رسید. خانواده او درخواست تمدید ۲۰ ساله آن را کردند. اما این درخواست رد شد.
به دستور مقام‌های آلمانی و در جهت جلوگیری از تجمع نئونازی‌ها در این مکان، قبر هس در کلیسای لوتری در شهر وونزیدل تخریب شد و استخوان‌های باقی‌مانده از هس سوزانده و به دریا ریخته شد. هس تنها بازمانده نازی‌ها بود که دارای مقبره مشخص بود.